# Katedra św. Macartina w Enniskillen
Katedra świętego Macartina (ang. St Macartin's Cathedral) – jeden z dwóch kościołów katedralnych w diecezji Clogher (drugim jest katedra św. Macartana w Clogher) w Kościele Irlandii. Stoi na wzniesieniu z widokiem na miasto Enniskillen w krabstwie Fermanagh, w Irlandii Północnej, w prowincji kościelnej Armagh.
Została ukończona w 1842 roku jako kościół parafialny św. Anny, ale w 1923 roku zmieniono jego wezwanie na katedrę św. Macartina. W ten sposób, kościół stał się drugą katedrą diecezji Clogher. W 1889 roku zostało rozszerzone prezbiterium. W 1964 roku został dodany zestaw nowych korytarzy razem z salą konferencyjną, a w 1970 roku część nawy głównej została przerobiona na kaplicę pułkową pułków z Enniskillen.
Katedra zawiera elementy starszej budowli kościelnej oraz posiada wieżę o wysokości 150 stóp (45 metrów) i iglicę. Wieża mieści carillon składający się z 10 dzwonów, które mogą także być kurantami grającymi melodie. 3-manuałowe organy składają się z 33 registrów, razem z klawiaturą pedałową i pedałami ekspresji. Organy zostały zamontowane w 1936 roku przez Peter Conacher and Company i odremontowane na początku lat 90. XX wieku przez the Abbey Organ Company.
Dziekan i kapituła diecezji Clogher posiadają swe stalle w tej katedrze i także w głównej katedrze w Clogher.